# Charmaine Crooks
Charmaine Crooks, född den 8 augusti 1962 i Madeville på Jamaica, är en kanadensisk före detta friidrottare som tävlade i kort- och medeldistanslöpning.
Crooks främsta merit individuellt är bronsmedaljen på 400 meter vid inomhus-VM 1985 i Paris. Hon var tre gånger i en VM-semifinal utomhus. Vid VM 1983 i Helsingfors och vid VM 1987 var hon i semifinal på 400 meter. Dessutom var hon i semifinal vid VM 1991 i Tokyo på 800 meter. 
Vid Olympiska sommarspelen 1984 ingick hon i det kanadensiska stafettlaget på 4 x 400 meter som blev silvermedaljörer. 
1996 valdes hon in i IOKs styrelse och hon sitter även i kanadensiska olympiska kommitténs styrelse. 

## Personliga rekord
- 400 meter - 51,54 från 1992
- 800 meter - 1.58,52 från 1990